# Kareli (gemeente)
Kareli (Georgisch: ქარელის მუნიციპალიტეტი, Karelis moenitsipaliteti) is een gemeente in het midden van Georgië met iets minder dan 40.000 inwoners (2024) en een oppervlakte van ruim 687 km², gelegen in de regio Sjida Kartli. De gelijknamige stad is het bestuurlijk centrum. Kareli ligt ten westen van hoofdstad Tbilisi aan de zuidgrens van de afscheidingsrepubliek Zuid-Ossetië.

## Geschiedenis

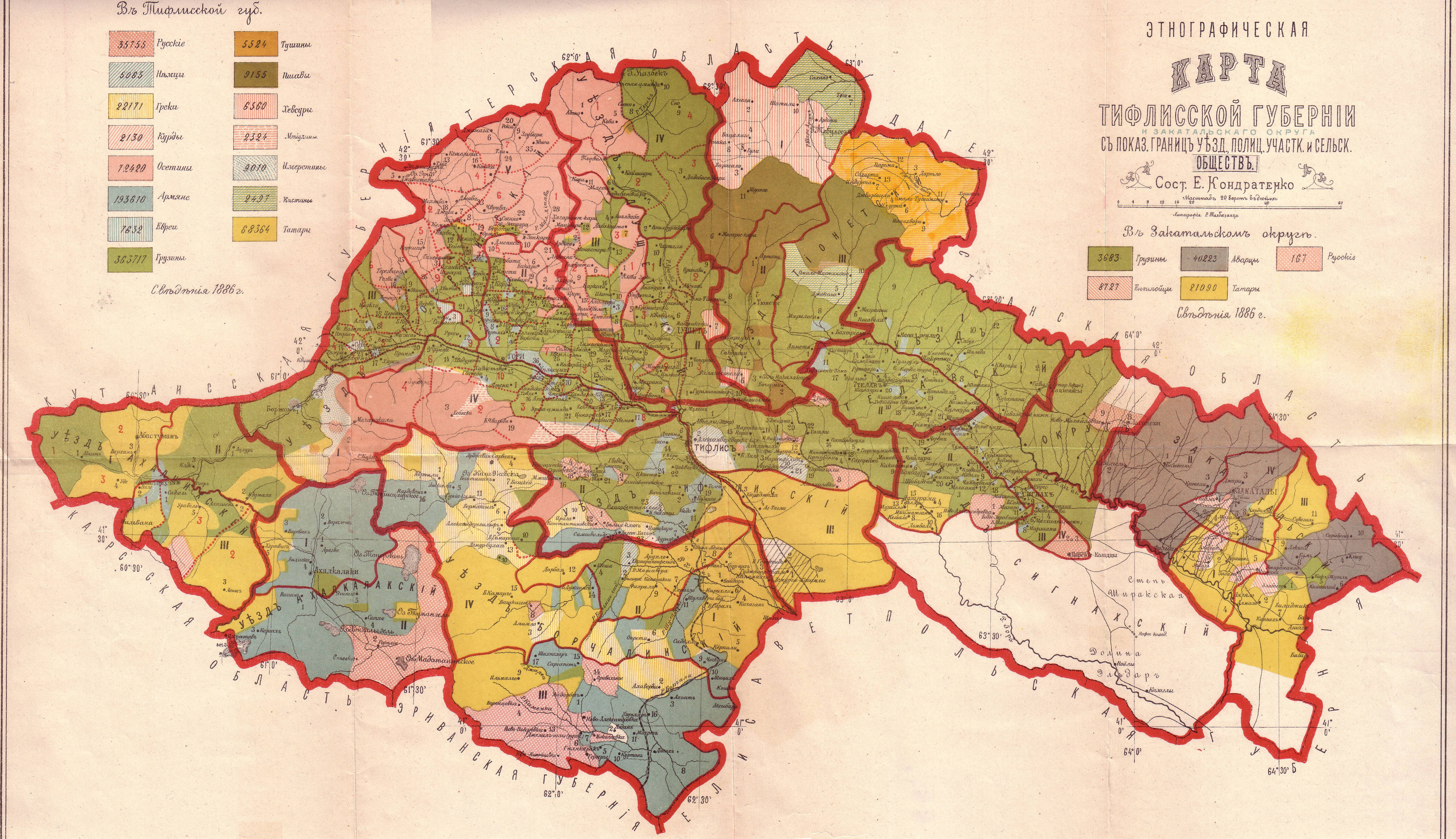
Gouvernement Tiflis: Oejezd Gori linksboven

Na het uiteenvallen van het Koninkrijk Georgië in de 15e eeuw behoorde het gebied van Kareli tot het Koninkrijk Kartlië en voor korte tijd het fusiekoninkrijk Kartli-Kachetië. In 1801 werd Kartli-Kachetië geannexeerd door het Russisch Rijk en werden de Georgische gebieden enige tijd later bestuurlijk ingedeeld naar Russisch model.
Het gebied van de moderne gemeente Kareli lag van 1801 tot 1930 bestuurlijk in het oejezd Gori. Deze provincie was tussen 1840 en 1846 ingedeeld bij het gouvernement Georgië-Imeretië, en werd na de splitsing daarvan ingedeeld bij het gouvernement Tiflis. Het oejezd, ook wel mazra genoemd in het Georgisch, was onderverdeeld in districten, zogeheten oetsjastoks, waaronder het oetsjastok Kareli (Russisch: Карельскій участокъ, Karelski oetsjatsjok).

### Vorming district
Na de grote bestuurlijke herindelingen van de Sovjet-Unie in 1929-1930 lag het territorium van Kareli verdeeld over de rajons Gori en Chasjoeri. In 1939 werd Kareli als apart rajon (district) afgesplitst met het huidige territorium en de plaats Kareli als bestuurscentrum. In december 1990 werd de autonomie van de Zuid-Ossetische Autonome Oblast opgeheven en werd het Zuid-Ossetische district Znaur op 27 april 1991 aan het district Kareli toegevoegd.
In het onafhankelijke Georgië werd het district Kareli in 1995 onderdeel van de nieuw opgerichte regio (mchare) Sjida Kartli en in 2006 werd het district omgevormd naar een gemeente (municipaliteit). Tijdens deze hervorming van het lokaal bestuur in 2006 werd het voormalige district Znaur weer van Kareli afgesplitst als 'Voorlopige Administratief-Territoriale Eenheid' Tigva met de bestuurlijke zetel in Avnevi. Tigva werd onder de 'Provisionele Territoriale Eenheid Zuid-Ossetië' geplaatst, dat bestuurd wordt door de Zuid-Osseetse Administratie, het door de Georgische autoriteiten erkende interim gezag over Zuid-Ossetië.

## Conflict Zuid-Ossetië

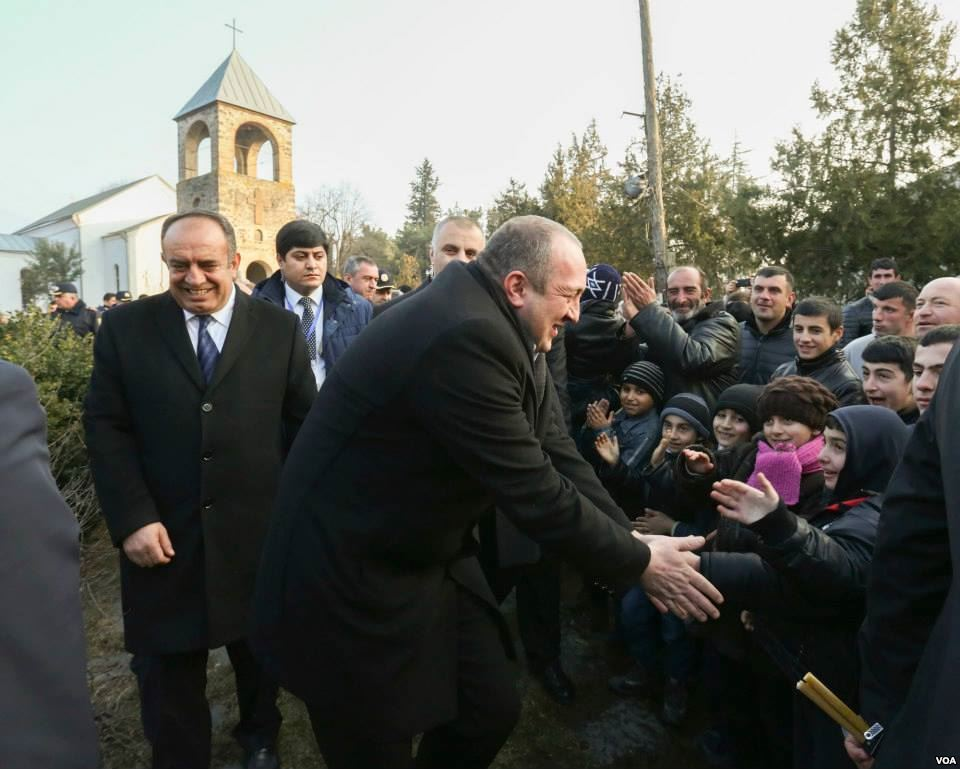
President Giorgi Margvelasjvili in Atotsi

Kareli grenst aan de afscheidingsrepubliek Zuid-Ossetië en heeft hier ook als gemeente direct mee te maken. Tijdens de Russisch-Georgische Oorlog in 2008 was Kareli doelwit van verschillende Russische luchtaanvallen.
Verschillende dorpen in de gemeente liggen vlak aan de feitelijke grens die enkele tientallen kilometers lang is en grillig door het heuvelland loopt. De gevolgen van de handhaving van deze de facto grens door de Russische FSB-grenswachtdienst zijn significant voor de lokale bevolking.
Er worden regelmatig lokale inwoners door Russische grenswachten gearresteerd en gevangen gezet voor "illegaal oversteken van de grens", bijvoorbeeld tijdens hun landbouw of veehouderij activiteiten. De grens is sinds 2010 heen steeds meer fysiek gemaakt door hekken, prikkeldraad, greppels of andere vormen van zichtbare (en eenzijdige) demarcatie, zoals bij het dorp Atotsi. In 2014 bezocht president Giorgi Margvelasjvili het dorp en sprak met inwoners over de situatie.

### Territoriaal dispuut
Een van de meest prangende territoriale conflicten tussen Zuid-Ossetië en Georgië doet zich sinds 2019 voor in het grensgebied van de gemeente Chasjoeri en Kareli, tussen het Zuid-Osseets gecontroleerde Tsnelisi en het Georgisch gecontroleerde Tsjortsjana. Na de plaatsing van een Georgische politiepost in Georgisch gecontroleerd gebied niet ver van Tsnelisi, waarvan de Osseten stellen dat de post in Zuid-Osseets territorium staat, hebben Russische en Zuid-Osseetse troepen met hekken een nieuwe de facto grens gemarkeerd. Hiermee annexeerden zij feitelijk enkele vierkante kilometers Georgisch gecontroleerd land.

## Geografie

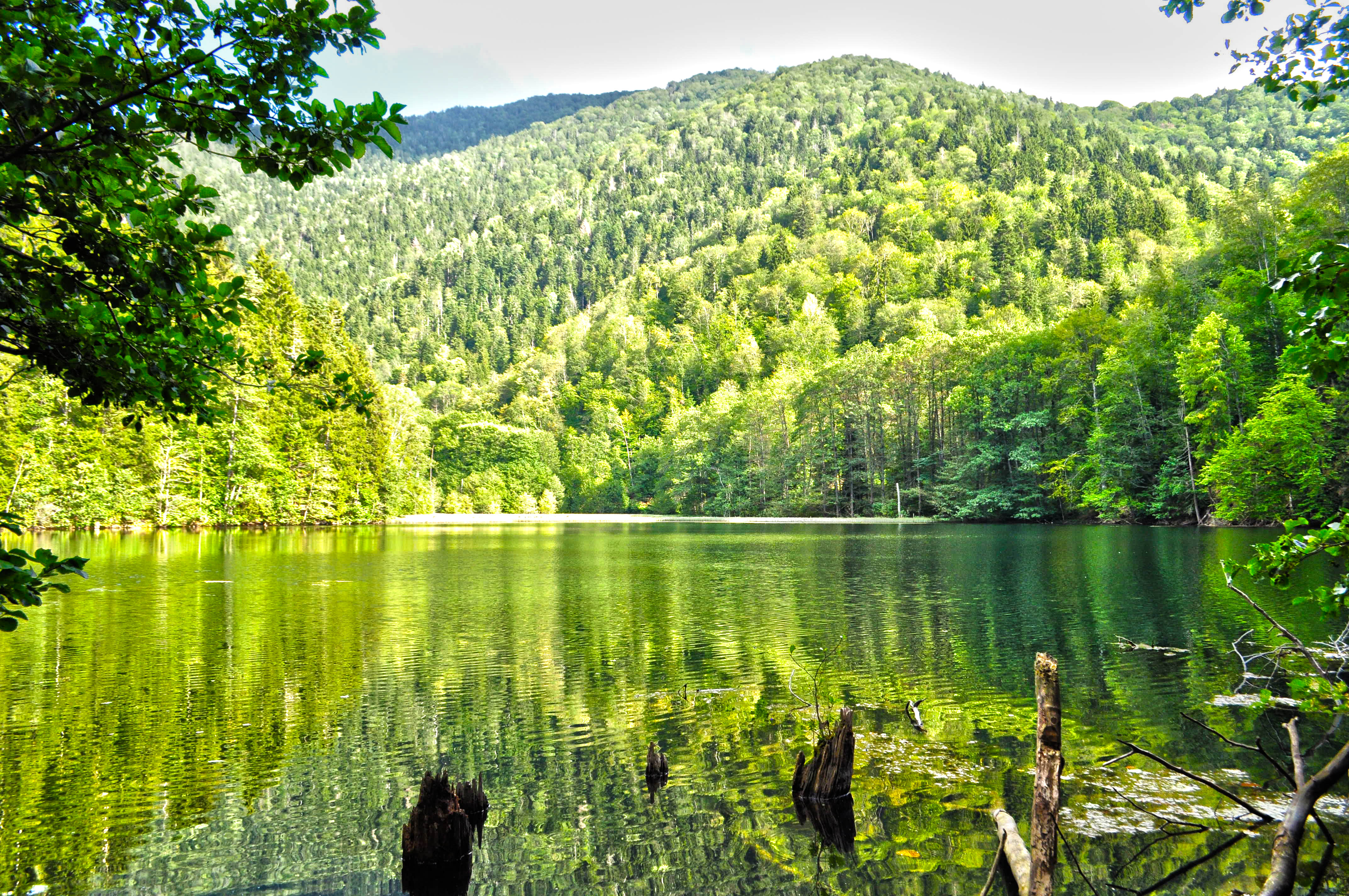
Batetimeer in het Trialetigebergte

Kareli grenst aan drie reguliere Georgische gemeenten, te weten Chasjoeri in het westen, Bordzjomi (regio Samtsche-Dzjavacheti) in het zuiden en Gori in het oosten. De noordelijke grens wordt gevormd door de afscheidingsrepubliek Zuid-Ossetië. Voor de Georgische wet ligt hier de "tijdelijke administratief-territoriale eenheid" Tigva.

### Sjida Kartli-vlakte en Trialetigebergte
De noordelijke helft van de gemeente Kareli ligt in de Sjida Kartli-vlakte die bepaald wordt door de Mtkvari-rivier die van west naar oost door de gemeente stroomt. De Sjida Kartli-vlakte ligt op een hoogte van ongeveer 700 meter boven zeeniveau en loopt vanaf de Mtkvari geleidelijk omhoog richting het noorden. In de bovenloop van de rivier Dzjama, diep in het Trialetigebergte is het fraai gelegen Batetimeer te vinden op een hoogte van 1313 meter boven zeeniveau, ontstaan door een aardverschuiving.
Ten zuiden van de Mtkvari bevindt zich het Trialetigebergte, waarbij de zuidgrens van de gemeente op de bergkam ligt. Deze bergkam bereikt in de gemeente hoogtes tot ruim 2300 meter boven zeeniveau met de Dzjamdzjama als hoogste punt (2320 m).

## Demografie
Begin 2024 telde de gemeente Kareli 39.664 inwoners, een daling van 4% ten opzichte van de volkstelling van 2014.
| Gemeente Kareli                                                         | - | -     | -     | 44.297 | 49.522 | 50.346 | 50.428 | 48.831 | 41.316 | 40.759 | 39.664 |  |  |  |
|                                                                         |   |       |       |        |        |        |        |        |        |        |        |  |  |  |
| Kareli                                                                  | - | 2.445 | -     | 5.407  | 6.698  | 8.473  | 8.271  | 7.185  | 6.654  | 6.936  | 6.775  |  |  |  |
| Agara                                                                   | - | -     | 1.655 | 2.944  | 3.980  | 3.418  | 4.499  | 3.545  | 3.364  | 2.934  | 2.816  |  |  |  |
| Verantwoording data: Bevolkingsstatistiek Georgië 1897 tot heden. Noot: |   |       |       |        |        |        |        |        |        |        |        |  |  |  |

### Etniciteit en religie

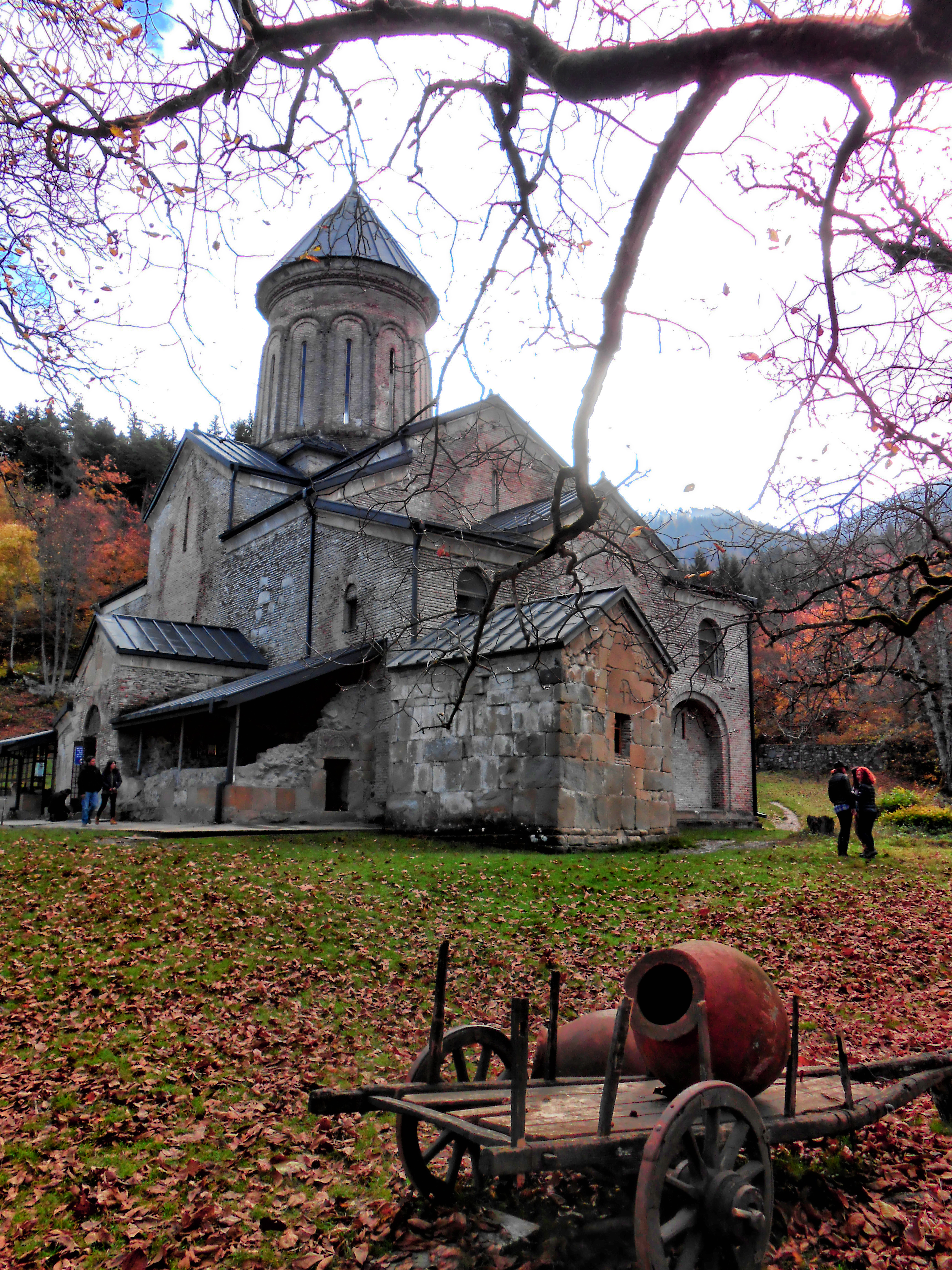
St Nikolaaskerk in Kintsvisi

De bevolking van Kareli bestond volgens de volkstelling van 2014 voor het grootste deel uit Georgiërs (93,6%). De belangrijkste etnische minderheden zijn Azerbeidzjanen (2,7%), Osseten (2,3%), Armeniërs (0,8%). Andere etnische minderheden zijn Russen, Pontische Grieken en Oekraïners. De Osseten wonen niet bij de Zuid-Osseetse grens, maar juist voornamelijk in de stad Kareli en in het voorgeberte van het Trialetigebergte, waar ooit grote Osseetse gemeenschappen woonden.
De bevolking van Kareli is voor 95,2% Georgisch-Orthodox. Daarnaast is 3,1% moslim. Er is een klein aantal jehova's (0,6%).

## Administratieve onderverdeling
De gemeente Kareli is administratief onderverdeeld in 17 gemeenschappen (თემი, temi) met in totaal 81 dorpen (სოფელი, sopeli). Er is één 'nederzetting met stedelijk karakter' (დაბა, daba) en één stad (ქალაქი, kalaki).
- stad: Kareli;
- daba: Agara;
- dorpen: in totaal 81, waaronder Atotsi en Ortoebani.

## Bestuur
De gemeenteraad van Kareli (Georgisch: საკრებულო, sakreboelo) wordt elke vier jaar gekozen in een gemengd kiesstelsel. Een deel wordt via enkelvoudige kiesdistricten gekozen en een deel via evenredige vertegenwoordiging van gesloten partijlijsten, waarvoor een kiesdrempel geldt van drie procent.
| Samenstelling Sakreboelo (zetels per partij) | Samenstelling Sakreboelo (zetels per partij) | Samenstelling Sakreboelo (zetels per partij) | Samenstelling Sakreboelo (zetels per partij) | Samenstelling Sakreboelo (zetels per partij) |
| Partij                                       | Partij                                       | 2014                                         | 2017                                         | 2021                                         |
| -------------------------------------------- | -------------------------------------------- | -------------------------------------------- | -------------------------------------------- | -------------------------------------------- |
|                                              | Georgische Droom (GD)                        | 23                                           | 25                                           | 17                                           |
|                                              | Verenigde Nationale Beweging (UNM)           | 3                                            | 4                                            | 8                                            |
|                                              | Overige partijen                             | 6                                            | 4                                            | 2                                            |
| Totaal                                       | Totaal                                       | 32                                           | 33                                           | 27                                           |

## Bezienswaardigheden

Fort en kerk Mdzovreti

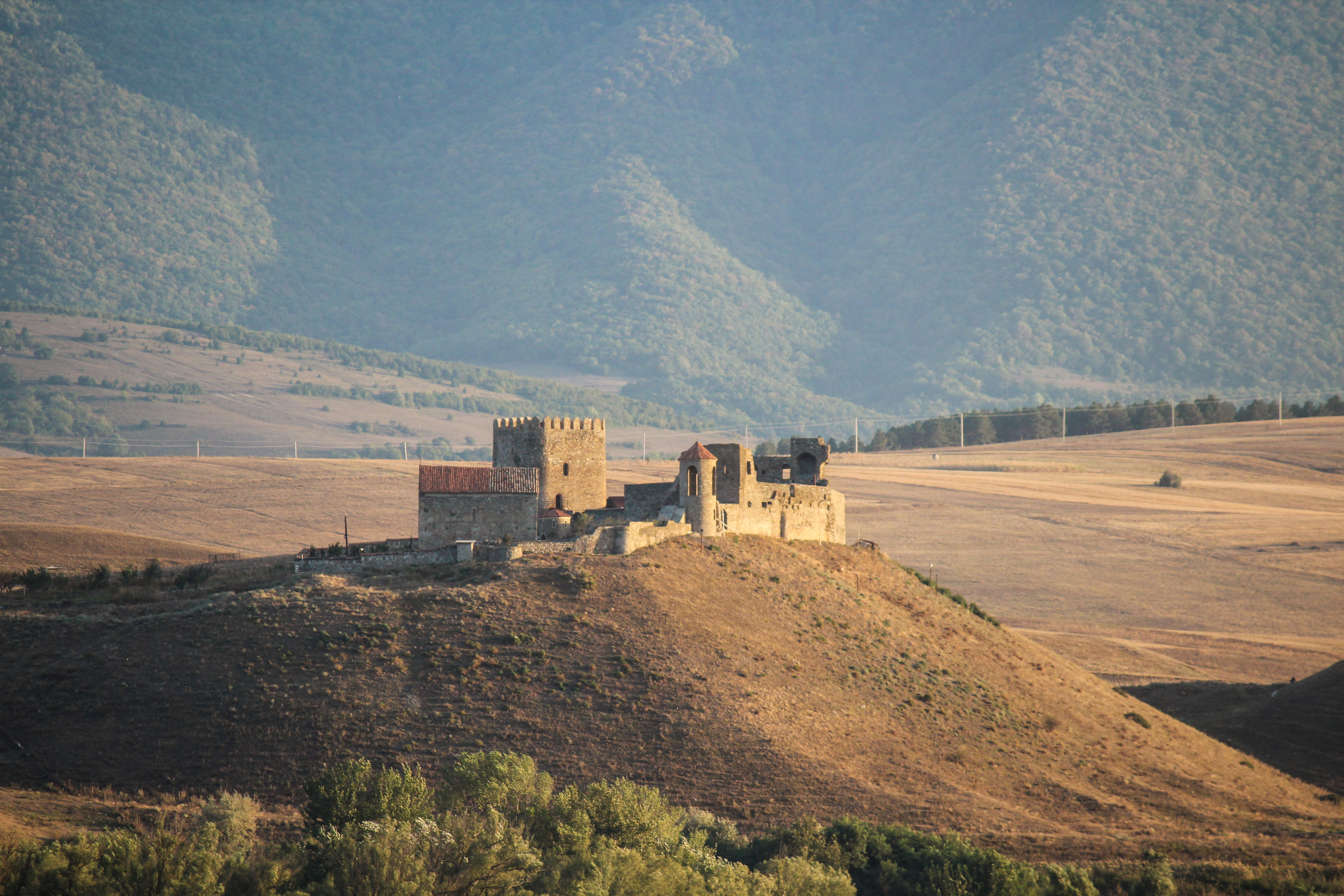
Kasteel Samtsevrisi

Door de rijke geschiedenis van het gebied zijn er in de gemeente Kareli verschillende cultuur-historische bezienswaardigheden, met name geconcentreerd in de Dzama rivierkloof zuidwestelijk van hoofdplaats Kareli, in het voorgeberge van het Trialetigebergte:
- Fort Mdzovreti met kerk en klooster, 17e eeuw, bij het dorpje Ortoebani. De bouw in de 17e eeuw is gerelateerd aan het verplaatsen van de feodale zetel van de adellijke familie Tsitsisjvili die hier heerste van Mtscheta naar Kareli.[31]
- Ortboebaniklooster, 17e-eeuws.[32]
- Kintsvisiklooster, 12e-13e eeuw. De hoofdkerk van drie wordt beschouwd als een uitzonderlijk voorbeeld van een bakstenen kerk uit de Georgische Gouden Eeuw. De monumentale muurschildering is een van de grootste in zijn soort uit de middeleeuwen in Georgië.[33]
- Kasteel Samtsevrisi, middeleeuwen. Zeven kilometer ten westen van Kareli, bij het dorp Samtsevrisi, staat het bekende en goed bewaarde middeleeuwse kasteel Samtsevrisi op een heuvel aan de Mtkvari. Een deel van het kasteel is in gebruik als klooster. In het dorp staat ook een 7e-eeuws kerkje, dat geldt als een van de beste voorbeelden van vroeg middeleeuwse Georgische religieuze cultuur.[34]
- Batetimeer bij het dorpje Kodmani in het Trialetigebergte.[13]

## Vervoer
Door de gemeente passeren belangrijke transportcorridors: de Tbilisi - Poti / Batoemi spoorlijn, maar ook de 'route van internationaal belang' S1 (E60). Deze East-West Highway is medio 2014-2020 in de gemeente verlegd en uitgebouwd tot autosnelweg. Verder lopen er diverse nationale routes door de gemeente. De Sh23 is een belangrijke ontsluitingsroute voor dorpen dichtbij de Zuid-Osseetse grens. De Sh29 is een lange regionale route die aan de zuidkant van de Mtkvari langs de voet van het Trialetigebergte loopt en Chasjoeri via Kareli met Gori en Tbilisi verbindt.